# Paul Hoffmann
Paul Hoffmann (Stuttgart, 12 september 1881 - Großcotta, 5 mei 1945) was een Duitse officier en Generalmajor tijdens de Tweede Wereldoorlog.

## Leven
Op 12 september 1881 werd Paul Hoffmann in Stuttgart geboren. Na zijn opleiding in het cadettenkorps, ging hij op 22 maart 1900 als Leutnant bij het Infanterie-Regiment Nr. 126 Großherzog Friedrich von Baden (8. Württembergisches) in dienst. Op 1 januari 1901 werd hij naar het Feld-Artillerie-Regiment Prinz-Regent Luitbold von Bayern (2. Württembergisches) Nr. 29 gecommandeerd. Aansluitend hierop werd Hoffmann op 28 december 1901 naar het 3. Württembergischen Feld-Artillerie-Regiment Nr. 49 overgeplaatst. Vanaf 24 november 1913 tot 18 februari 1914 was hij naar het Lehr-Regiment  (opleidingsregiment) van de veldartillerie-schietschool gecommandeerd, en werd daar op 18 oktober 1909 tot Oberleutnant bevorderd. Op 18 december 1913 werd Hoffmann tot Hauptmann bevorderd.

### Eerste Wereldoorlog
Op 19 februari 1913 keerde hij naar het 3. Württembergischen Feld-Artillerie-Regiment Nr. 49 terug, en werd daar op 2 augustus 1914 tot commandant van de 1e munitiecolonne van de 2e afdeling benoemd, en trok te velde. Vanaf 29 augustus 1914 was Hofmmann Batterieführer  (batterij commandant). Het regiment werd aan het Westfront ingezet. Op 30 augustus 1914 schreed het regiment de Maas over, en vanaf september 1914 nam het aan de gevechten rond de Argonne deel. In juli 1916 nam het regiment aan de Slag om de Somme deel. In september en oktober 1916 volgde de loopgravenoorlog in Wijtschateboog. Op 6 oktober 1916 werd Hoffmann tot commandant van het 3e bataljon van het Feldartillerie-Regiments Nr. 281 benoemd. Vanaf 9 juli 1917 tot 12 augustus 1917 was hij plaatsvervangend commandant van het Feldartillerie-Regiments Nr. 281. Aansluitend was hij ook plaatsvervangend commandant van begin januari tot 20 januari 1918. En vanaf 5 juli 1918 tot 1 november 1918. Op 31 december 1918 keerde hij als batterijchef naar het 3. Württembergischen Feld-Artillerie-Regiment Nr. 49 terug. Tussen 14 april en 20 mei 1919 werd hij als adjudant naar het Reserve-Sicherungs-Bataillon Ulm gecommandeerd. En vanaf 25 juni 1919 functioneerde Hoffmann als batterijcommandant in het Württembergischen Fußartillerie-Regiment Nr. 13. Op 22 juli 1919 werd hij tot commandant van de Unteroffiziers-Lehrkompanie 3 benoemd. Hij keerde vanaf 31 augustus 1919 weer naar het Württembergischen Fußartillerie-Regiment Nr. 13 terug.

### Interbellum
Op 1 oktober 1919 werd Hoffmann in de Reichswehr opgenomen, en als batterijchef van het Reichswehr-Artillerie-Regiment 13 ingezet, en vanaf 1 oktober 1920 als batterijchef van het 5e Artillerieregiment. Deze functie vervulde hij tot 1 oktober 1923. Op 1 november 1922 werd hij tot Major bevorderd. Op 1 oktober 1923 werd hij naar de staf van het militair oefenterrein Grafenwöhr overgeplaatst. Vanaf 1 februari 1928 voerde hij het commando over de 3e afdeling van het 1e Artillerieregiment. Op 1 april 1928 werd hij tot Oberstleutnant bevorderd. Daarna werd hij op 31 januari 1930 uit de militaire dienst ontslagen.
Op 1 februari 1932 werd Hoffmann als L-officier* bij het Wehrkreis-Kommando I aan het werk gezet. Vanaf 1 oktober 1933 werd hij in de staf van de Wehrersatz-Inspektion Allenstein te werk gesteld. Op 1 april 1937 werd hij tot Oberst bevorderd. Vanaf 1 april 1939  tot 26 augustus 1939 was hij opleidingsleider in Allenstein.
- De voormalig uitgetreden officieren werden vaak als burgerpersoneel in de (zwarte) Reichswehr als "Landesschutzangelegenheiten" (L-medewerkers) aangesteld. Vanaf 1 oktober 1933 dienden ze als zogenaamde L-officieren (L = Landsschutz; niet Landwehr) in commandoposten van de Reichswehr, ze bleven burgerkleding dragen en hadden achter hun rang "a.D." (uit dienst) staan. Het was alsof ze een aparte loopbaan hadden, met een eigen salaris en actief in het officierenkorps waren. Op 5 maart 1935 werd de naam veranderd in E-Officieren voor het Ergänzungsoffizierskorps. Deze officieren droegen een (E) achter hun rang. Deze officieren werden alleen in bepaalde wapenvakken ingezet, meestal binnen de dienst, en stelden actieve officieren beschikbaar voor andere doeleinden tijdens de herbewapening.

### Tweede Wereldoorlog
Op de eerste dag van de mobilisatie (26 augustus 1939), werd Oberst Hoffmann tot commandant van het nieuw opgerichte 217e Infanterieregiment benoemd. Met dit regiment nam hij aan de Poolse Veldtocht deel. Na het innemen van hun positie aan het front, volgde de opmars over de Łupków- en de Duklabergpas, de oversteek over de San en de aanval in de richting van Lemberg. Aan het einde van de veldtocht werd er nog steeds bij Sambor, Rudki en Gródek gevochten. In oktober 1939 had het regiment het gebied rond Hanau bereikt. Op 10 mei 1940 nam het regiment samen met de 57. Infanterie-Division 57e Infanteriedivisie aan de Slag om Frankrijk deel. Het doorkruiste Luxemburg en Zuid-België naar Saint-Quentin, waar de 57e Infanteriedivisie in het front geplaatst werd. De divisie veroverde aansluitend Abbeville, en beveiligde het opgebouwde bruggenhoofd aan de Somme. In het begin van de tweede fase van de Slag om Frankrijk, rukte het regiment vanuit het bruggenhoofd op naar het zuidwesten, en marcheerde via Gamaches en Carentan naar Le Havre. Na het einde van de Slag om Frankrijk, nam het regiment de kustbeveiliging in het gebied rond Dieppe en later in het gebied rond Caen over. Op 15 november 1940 werd Oberst Hoffmann tot Artillerie-Kommandeur 103 (Arko 103) en op 12 mei 1941 tot Feld-Kommandant 189 benoemd. In 1942 werd hij tot garnizoenscommandant van Nikolajew benoemd. Op 1 juni 1942 werd Hoffmann tot Generalmajor bevorderd. Op 30 juni 1942 werd hij in het Führerreserve (OKH) geplaatst. Zijn aanstelling tot General z.b.V.  (generaal voor speciaal gebruik) in de staf van het Oberfeldkommandantur Donez volgde op 23 oktober 1942. In december 1942 werd Hoffmann tot Feldkommandant 45 benoemd, waarna hij op 10 juni 1943 weer in het Führerreserve geplaatst werd. Op 31 mei 1944 werd hij uit de actieve militaire dienst ontslagen.
Op 5 mei 1945 pleegde hij in Großcotta zelfmoord.

## Militaire carrière
- Generalmajor: 1 juni 1942[1][4]
- Oberst: 1 april 1937[1]
- Oberstleutnant: 1 april 1928[1]
- Major: 1 november 1922[1]
- Hauptmann: 18 december 1913[1]
- Oberleutnant: 18 oktober 1909[1]
- Leutnant: 22 maart 1900[1]

## Onderscheidingen
Onbekend.